# ويليام لي بلوند
ويليام لي بلوند (بالفرنسية: Guillaume Le Blond)‏ هو مساهم في موسوعة الإنسيكلوبيدي ورياضياتي ومؤرخ عسكري فرنسي، ولد في 1704 في باريس في فرنسا، وتوفي في 24 مايو 1781.